# Bataille de Schleiz
Campagne de Prusse et de Pologne
Batailles
- Cap-Vert (navale)
- San Domingo (navale)
- Río de la Plata
- Pornichet (navale)

- Raguse
- Castel-Nuovo

Campagne de Prusse (1806)
- Schleiz
- Saalfeld
- Auerstaedt
- Iéna
- Halle
- Magdebourg
- Stettin
- Lübeck
- Glogau
- Golymin
- Pułtusk
- Stralsund

Campagne de Pologne (1807)
- Eylau
- Ostrołęka
- Colberg
- Dantzig
- Guttstadt
- Heilsberg
- Friedland

La bataille de Schleiz se déroula le 9 octobre 1806 à Schleiz, dans le royaume de Prusse. Elle opposa le 1er corps français de la Grande Armée commandé par le maréchal Jean-Baptiste Bernadotte aux troupes prussiennes et saxonnes sous les ordres du général prussien Bogislav Friedrich Emanuel von Tauentzien. L'affrontement — le premier de la guerre de la Quatrième Coalition — se solda par une victoire française.
Alors qu'elle progressait au nord à travers la forêt de Franconie, l'armée française dirigée par l'empereur Napoléon Ier tomba sur la gauche du dispositif prusso-saxon établi en bordure du territoire prussien et de la Saxe. Le 9 octobre 1806, la division du général Drouet d'Erlon, appartenant au 1er corps de Bernadotte, se heurta aux avant-postes prussiens de Tauentzien. Devant la supériorité numérique des Français, ce dernier battit en retraite, poursuivi énergiquement par le maréchal Murat arrivé sur place. Un contingent prussien isolé du gros des troupes fut taillé en pièces par la cavalerie française tandis que le reste des forces de Tauentzien se repliait au nord, atteignant Auma dans la soirée.

## Contexte

### Politique

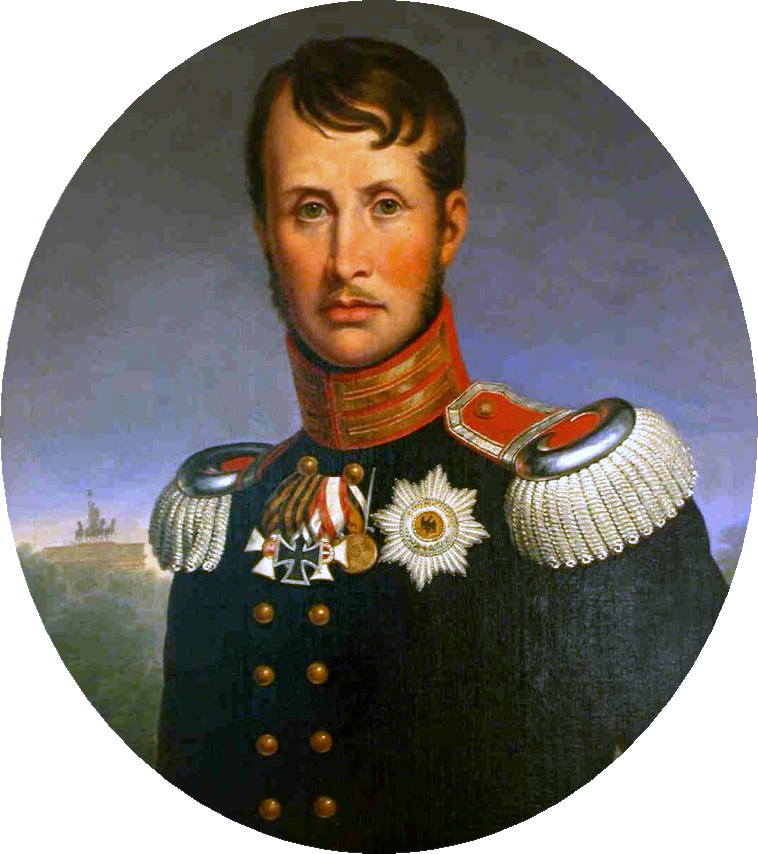
Le roi Frédéric-Guillaume III de Prusse.

Le 3 novembre 1805, alors que faisait rage la guerre de la Troisième Coalition, le roi Frédéric-Guillaume III de Prusse et le tsar de Russie Alexandre Ier se réunirent à Potsdam pour discuter de la conduite à tenir à l'égard de la France. Les deux souverains s'entendirent pour adresser à Napoléon Ier un ultimatum stipulant qu'en cas de refus de ce dernier d'évacuer la Hollande et la Suisse d'une part, et de renoncer à la couronne d'Italie d'autre part, la Prusse entrerait en guerre contre la France aux côtés de l'Autriche et de la Russie.
La situation avait fortement évolué depuis septembre, époque à laquelle la Prusse avait mobilisé son armée contre la Russie alors que le tsar réclamait avec insistance l'entrée de la Prusse au sein de la Troisième Coalition. Le gouvernement de Frédéric-Guillaume fut cependant irrité par le passage des troupes napoléoniennes sur son territoire d'Ansbach, en septembre 1805, et se montra dès lors nettement plus ouvert à une entente avec la Russie. De son côté, Napoléon avait gardé auprès de lui l'ambassadeur prussien Christian von Haugwitz qui assista à la victoire française d'Austerlitz le 2 décembre 1805. Quelque temps plus tard, l'Autriche sollicita la paix et la Russie retira ses troupes, ce qui mit un terme à la coalition.
Le 15 février 1806, Napoléon força la Prusse à accepter le transfert de certains territoires prussiens en échange de la rétrocession du Hanovre, alors sous contrôle de la France. L'invasion du royaume de Naples par les forces napoléoniennes, commencée le 8 février, fut achevée le 23 juillet avec la chute du dernier point de résistance. Deux jours après, l'Empereur créa la confédération du Rhin, un regroupement d'« États satellites » de la France situé en plein cœur du territoire allemand. Les agissements de Napoléon ne furent pas sans conséquences à Berlin où les partisans de la guerre, menés par la reine Louise, étaient de plus en plus écoutés. Le pacifique Haugwitz fut démis de ses fonctions ministérielles et l'état de guerre entre la Prusse et la France fut proclamé le 7 août 1806.

### Militaire

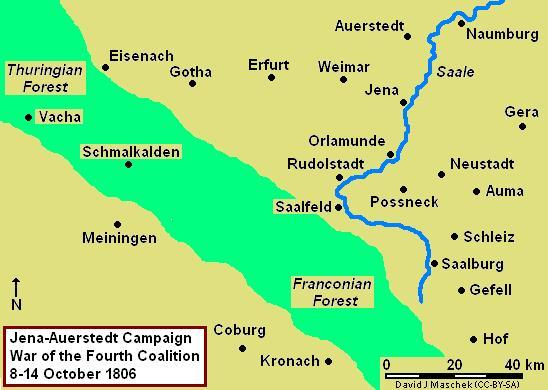
Campagne de 1806, théâtre des opérations.

La Prusse mobilisa 171 000 soldats, dont 35 000 cavaliers, 15 000 artilleurs et 20 000 alliés saxons. Ces forces se répartissaient en trois groupes : le duc Charles-Guillaume-Ferdinand de Brunswick-Wolfenbüttel reçut le commandement du centre à proximité de Leipzig et de Naumbourg ; l'aile gauche, sous la direction du General der Infanterie Frédéric-Louis de Hohenlohe-Ingelfingen, se rassembla près de Dresde, avec dans ses rangs un contingent saxon ; l'aile droite, enfin, se positionna entre Göttingen et Mühlhausen sous l'autorité combinée des généraux Ernst von Rüchel et Gebhard Leberecht von Blücher.

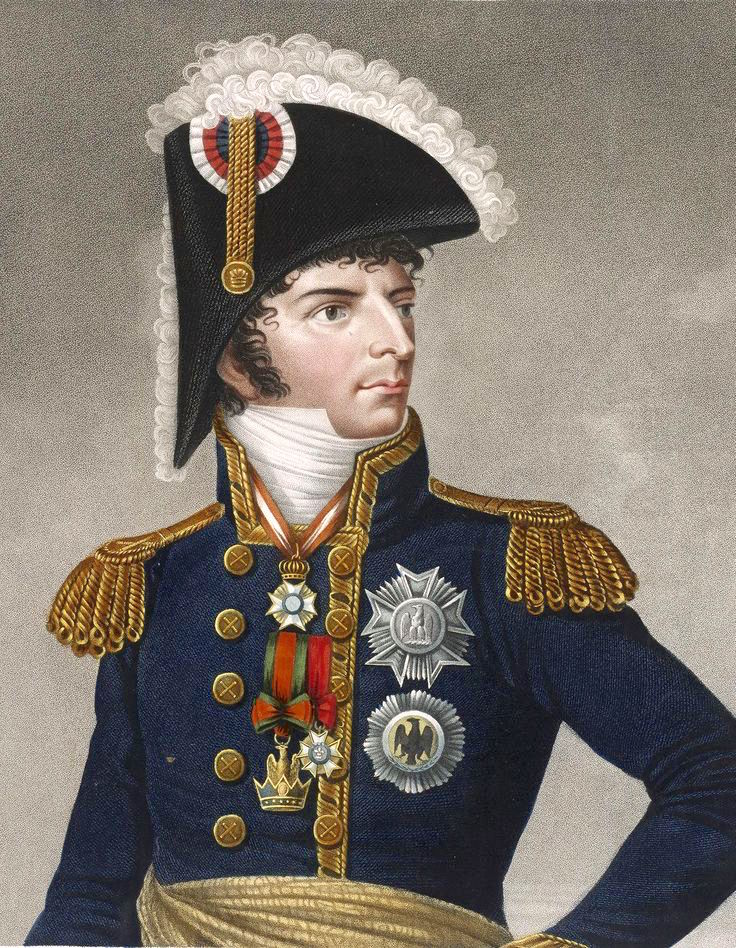
Le maréchal Jean-Baptiste Bernadotte, commandant en chef le 1er corps de la Grande Armée.

Informé des préparatifs de guerre prussiens, Napoléon annonça le 5 septembre la levée de 50 000 conscrits de la classe 1806 et mit les troupes stationnées sur le territoire allemand en état d'alerte. Lorsqu'il sut que l'armée saxonne avait fusionné avec son homologue prussienne, il regroupa de toute urgence la Grande Armée afin d'anéantir ses adversaires. Le 5 octobre, l'Empereur édicta l'ordre de marche pour l'invasion de l'électorat de Saxe. Le 1er corps du maréchal Jean-Baptiste Bernadotte progressait en tête de la colonne centre, suivi par le 3e corps du maréchal Louis Nicolas Davout, le gros de la réserve de cavalerie aux ordres du maréchal Joachim Murat et la Garde impériale dirigée par le maréchal François Joseph Lefebvre. La colonne de droite était formée par le 4e corps du maréchal Jean-de-Dieu Soult en tête, avec en arrière le 6e corps du maréchal Michel Ney et les troupes bavaroises. À gauche s'avançaient respectivement le 5e corps du maréchal Jean Lannes et le 7e corps du maréchal Pierre Augereau. Napoléon avait défini la progression de son armée comme suit : la colonne de droite marcherait en direction de Hof, la colonne centre de Kronach jusqu'à Schleiz et la colonne de gauche de Cobourg jusqu'à la ville de Saalfeld.
La colonne de droite alignait 59 131 hommes, englobant les effectifs du 4e corps (30 956 fantassins, 1 567 cavaliers et 48 canons) et ceux du 6e corps (18 414 fantassins, 1 094 cavaliers et 24 canons) ainsi que la division bavaroise du lieutenant-général Carl Philipp von Wrede qui comptait 6 000 fantassins, 1 100 cavaliers et 18 canons. La colonne de gauche, la plus faible du dispositif français, comprenait les 19 389 fantassins, les 1 560 cavaliers et les 28 canons du 5e corps, auxquels s'ajoutait le 7e corps avec ses 15 931 fantassins, ses 1 175 cavaliers et ses 36 canons. La colonne centre, forte de 75 637 hommes, avait ses effectifs répartis entre le 1er corps (19 014 fantassins, 1 580 cavaliers et 34 canons), le 3e corps (28 655 fantassins, 1 538 cavaliers et 44 canons), la Garde impériale (4 900 fantassins, 2 400 cavaliers et 36 canons) et la réserve de cavalerie (17 550 cavaliers et 30 canons). Ces effectifs ne prenaient pas en compte les 9 000 artilleurs, sapeurs et autres corps de service.

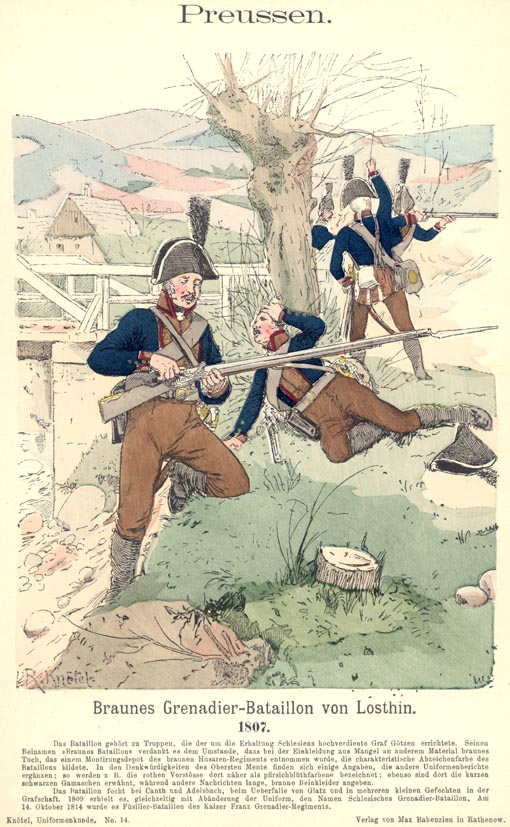
Grenadiers prussiens du bataillon Von Losthin défendant un pont, par Richard Knötel.

Le haut commandement prussien tint plusieurs conseils de guerre qui ne débouchèrent néanmoins sur aucune stratégie d'ensemble. Le 5 octobre, une reconnaissance révéla que l'armée de Napoléon avait quitté Bayreuth pour se diriger au nord vers la Saxe. Pour parer à cette menace, Hohenlohe se dirigea sur Rudolstadt tandis que le duc de Brunswick fit de même sur Erfurt ; Rüchel, de son côté, devait occuper Gotha. L'aile droite reçut la mission d'expédier des détachements sur Fulda afin de menacer les lignes de communications françaises ; quant à la réserve, sous le duc Eugène-Frédéric de Wurtemberg, elle devait quitter Magdebourg pour Halle.

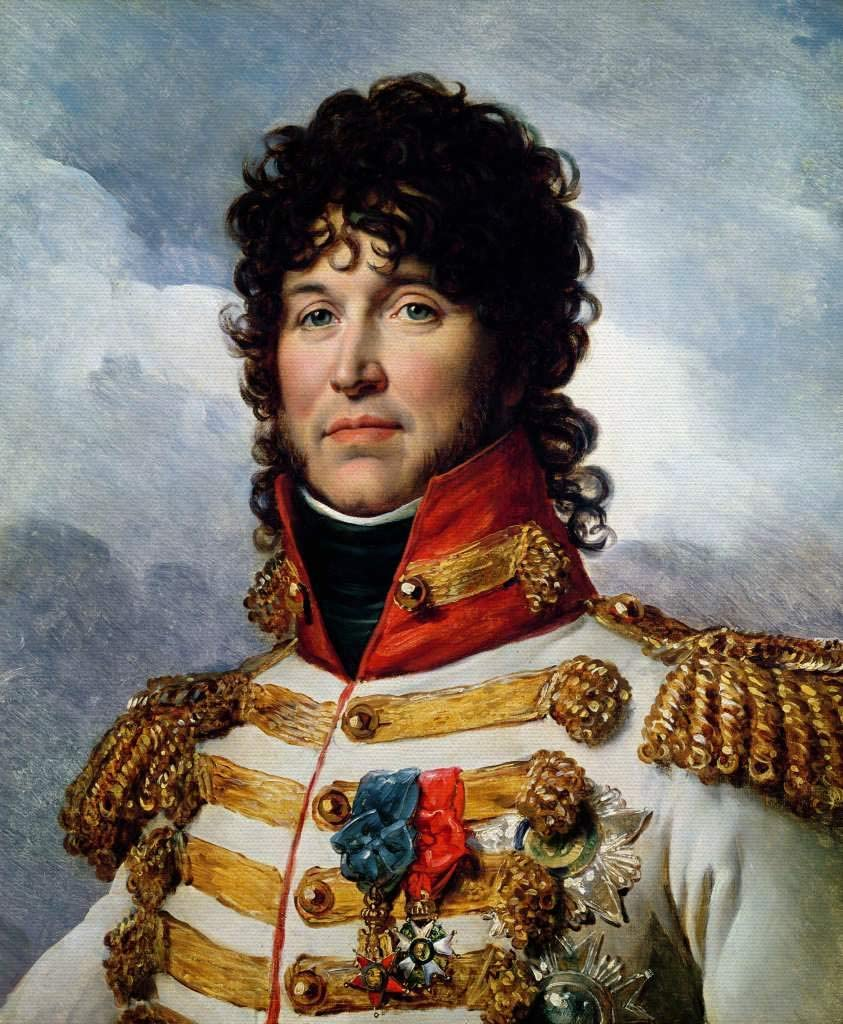
Le maréchal Joachim Murat, commandant en chef la réserve de cavalerie de la Grande Armée.

Au nord-ouest de la Bohême s'étendaient la forêt de Thuringe et la forêt de Franconie, sises dans un relief montagneux d'environ 750 m d'altitude et qui n'étaient traversées en 1806 que par des routes mauvaises et difficilement praticables. Pour pénétrer en territoire ennemi, Napoléon privilégia la zone où le terrain était le moins accidenté, à savoir l'Est de la forêt de Franconie. L'armée française franchit la frontière saxonne le 8 octobre, précédée par un écran de cavalerie légère. N'étant pas absolument certain de l'emplacement exact des troupes prusso-saxonnes, Napoléon déploya son armée en « bataillon carré » afin d'être en mesure de faire face à une attaque dans n'importe quelle direction.
Le contingent de cavalerie légère en avant du dispositif français était mené par le maréchal Murat en personne. À l'est, la brigade du général Antoine Charles Louis de Lasalle était en reconnaissance aux abords de Hof tandis que celle du général Jean-Baptiste Milhaud explorait la région en direction de Saalfeld à l'ouest. Napoléon avait également donné l'ordre au général Pierre Wattier de se porter aussi loin que possible en avant du 1er corps avec un régiment de sa brigade. Toutes ces manœuvres avaient pour but de localiser précisément les unités prussiennes et saxonnes et de fournir un plan détaillé du réseau routier. Le 8, les cavaliers de Murat s'emparèrent du pont de Saalburg-Ebersdorf et forcèrent le petit détachement de garde à rétrograder sur Gefell. Ce dernier y fut rejoint par le général-major Tauentzien dont la division reculait vers le nord depuis Hof. Le commandant prussien regroupa ses hommes dans la soirée, à hauteur de la petite ville de Schleiz.
À ce moment, près de 9 000 Saxons étaient stationnés à Auma, à 15 km au nord-est de Schleiz. Un détachement prussien sous les ordres du colonel Carl Andreas von Boguslawski était en poste à 18 km de là, dans la ville de Neustadt an der Orla. En outre, à 20 km de Schleiz, 600 cavaliers commandés par le général-major Christian Ludwig Schimmelpfennig occupaient Pößneck. À cet ensemble s'ajoutait la division Tauentzien forte de 6 000 Prussiens et de 3 000 Saxons. En face, Bernadotte disposait de trois divisions d'infanterie sous les ordres respectifs des généraux Jean-Baptiste Drouet d'Erlon, Pierre Dupont de l'Étang et Olivier Macoux Rivaud de La Raffinière, ainsi qu'une brigade de cavalerie sous le général Jacques Louis François de Tilly. Le parc d'artillerie de réserve était sous la responsabilité du général de division Jean-Baptiste Éblé.

## Déroulement de la bataille

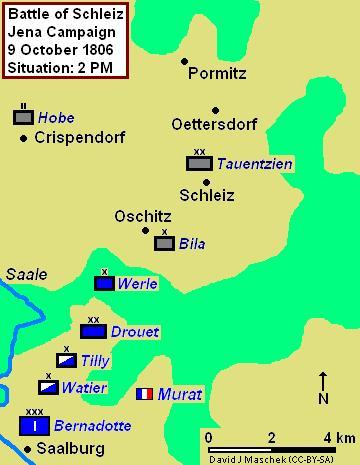
La bataille de Schleiz à de l'après-midi, le 9 octobre 1806.

Le 9 octobre 1806, un premier engagement opposa les troupes de Bernadotte et de Tauentzien près du bois d'Oschitz, au sud de Schleiz. Bernadotte ordonna au brigadier François Werlé de nettoyer la forêt sur la droite alors que la division Drouet d'Erlon se dirigeait sur la ville. L'infanterie progressa en milieu boisé, suivie par le régiment de cavalerie de Wattier. L'avant-garde de Werlé réussit finalement à prendre possession du bois mais la présence des Prussiens du général Bila l'empêcha de pousser plus avant.

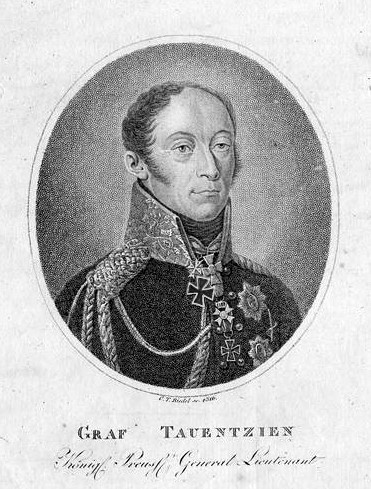
Le général-major Bogislav Friedrich Emanuel von Tauentzien, commandant en chef les forces prussiennes.

À 2 h, les Français se déployèrent en force et Tauentzien décida d'abandonner Schleiz. Sa division se replia au nord sous la protection de Bila, dont l'arrière-garde se composait d'un bataillon d'infanterie et d'un régiment et demi de cavalerie. Drouet d'Erlon donna l'assaut vers 4 h et expulsa de Schleiz les dernières unités prussiennes. Au nord de la ville, Murat chargea l'arrière-garde de Tauentzien avec le 4e régiment de hussards mais l'assaut fut repoussé par les cavaliers prussiens. Renforcé peu après par le 5e régiment de chasseurs à cheval et soutenu par l'infanterie, Murat refoula peu à peu les troupes de Bila dans les bois au nord d'Oettersdorf.
Quelque temps auparavant, Tauentzien avait détaché un officier du nom de Hobe avec un bataillon, un escadron et deux canons à Crispendorf, à environ 6 km à l'ouest de Schleiz, avec pour mission de protéger le flanc droit des Prussiens et de maintenir le contact avec la cavalerie de Schimmelpfennig à Pößneck. Lorsque Tauentzien commença à décrocher, Hobe se replia à son tour vers le nord-est pour faire sa jonction avec le reste de la division. Dans les bois près de Pörmitz, un village situé à 4 km au nord de Schleiz, son détachement se retrouva piégé entre la cavalerie de Murat et l'un des bataillons de Drouet d'Erlon. Empêtré dans une zone marécageuse, le contingent de Hobe fut sévèrement étrillé. La majorité des pertes enregistrées par les Prussiens ce jour-là provinrent d'ailleurs du détachement de Hobe. Au total, 12 officiers et 554 hommes furent tués, blessés, capturés ou disparus ; un canon fut également pris par les Français dont les pertes furent probablement limitées.

## Conséquences

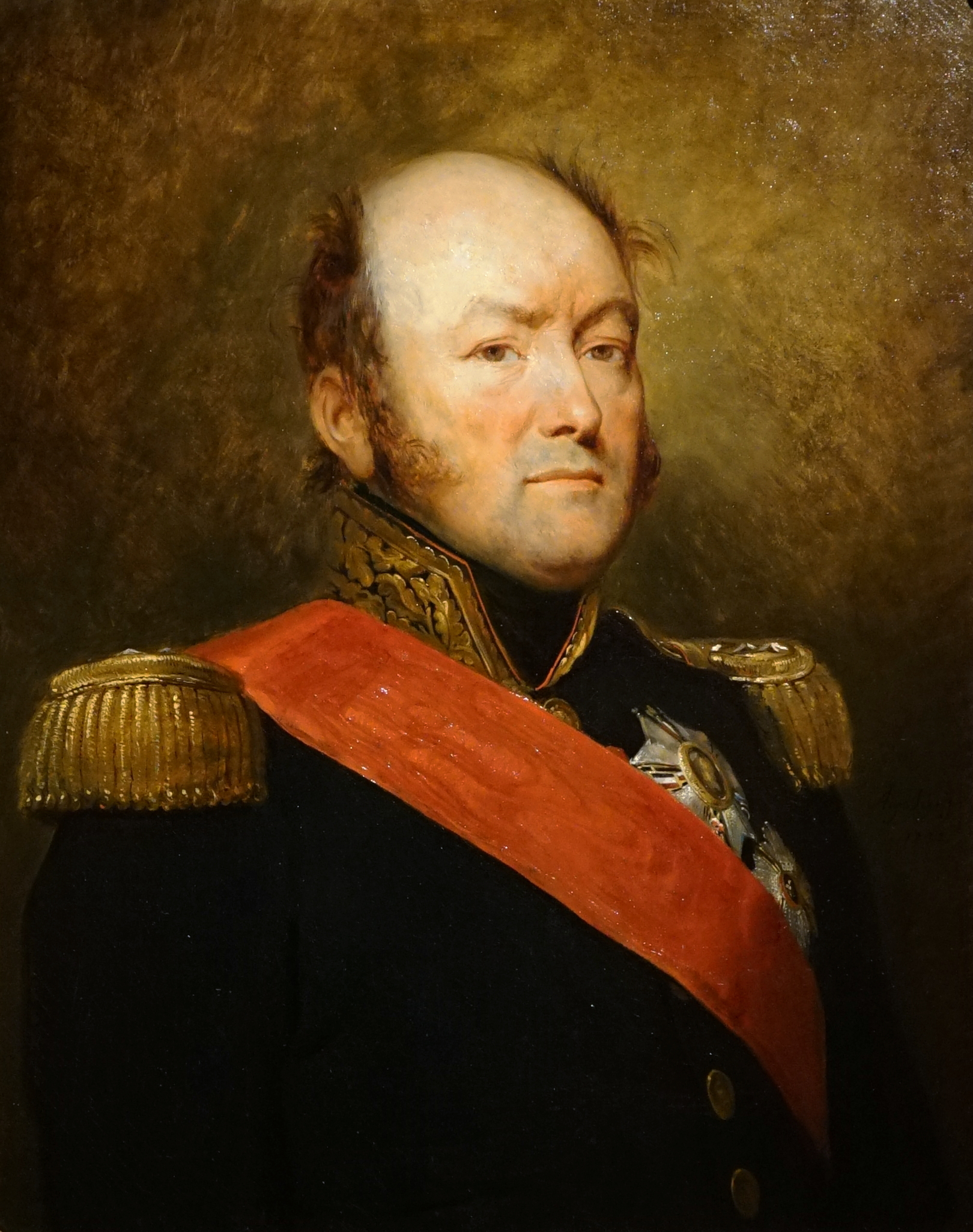
Le général de division Jean-Baptiste Drouet d'Erlon, commandant une division du corps de Bernadotte.

Pour le biographe de Bernadotte Dunbar Plunket Barton, le combat de Schleiz est « un bon exemple de coopération efficace entre l'infanterie et la cavalerie ». Bernadotte, dans son rapport, essaya de transformer cet accrochage somme toute mineur en une grande bataille, ce qui n'empêcha pas Napoléon d'en rendre compte en termes honorables dans le Bulletin de la Grande Armée du 12 octobre 1806.
Les troupes de Tauentzien, épuisées et affamées, reculèrent sur Auma où elles installèrent leur bivouac à 7 h du soir. Le renfort des soldats saxons du général de cavalerie Hans Gottlob von Zezschwitz (de) porta à 16 400 le nombre d'hommes qui stationnaient dans la ville. Ce soir-là, Boguslawski et ses 3 000 soldats étaient toujours à Neustadt tandis que les 600 cavaliers de Schimmelpfennig demeuraient à Pößneck. Le flanc ouest était gardé par la division du prince Louis-Ferdinand de Prusse (8 000 hommes) et le flanc est par une fraction du corps de Hohenlohe (8 000 hommes également) à Orlamünde, au sud de Iéna.
Pendant ce temps, le reste de l'armée prussienne se trouvait à l'ouest avec le corps principal du duc de Brunswick à Erfurt, Rüchel près de Gotha et Blücher à Eisenach. Le grand-duc Charles-Auguste de Saxe-Weimar-Eisenach, à la tête d'un corps de 11 000 hommes précédé d'une avant-garde, était à Schmalkalden et un détachement sous le général Christian Ludwig von Winning occupait Vacha. Plus éloignée, la réserve du duc de Wurtemberg était stationnée au nord entre Halle et Magdebourg.
À l'annonce du combat de Schleiz, Hohenlohe songea à regrouper son aile gauche entre Iéna et Rudolstadt puis à faire mouvement vers l'est pour soutenir Tauentzien et Zeschwitz. Toutefois, le duc de Brunswick rejeta ce plan et Hohenlohe dut suspendre la manœuvre. En outre, ses dépêches confuses adressées à Louis-Ferdinand furent mal interprétées par le jeune prince qui se croyait assez fort pour défendre Saalfeld face au corps français de Lannes. La bataille de Saalfeld eut lieu le lendemain entre les deux partis.